# Astonia australiensis
Astonia australiensis là một loài thực vật có hoa trong họ Alismataceae. Loài này được (Aston) S.W.L.Jacobs mô tả khoa học đầu tiên năm 1997.